# Трансфеминизм

Символ, используемый для обозначения трансфеминизма

Трансфемини́зм (также транс*феминизм) — направление феминизма, занимающееся защитой трансгендерных людей. В более широком смысле, это разновидность феминизма, применяющая трансгендерный дискурс в феминистском контексте и феминистский дискурс в вопросах трансгендерности. Трансгендерные представительницы данного движения видят процесс достижения своего равноправия неразрывно связанным с достижением равноправия всех женщин. Как отмечает Кояма, трансфеминистское движение также открыто для других квиров, интерсекс-людей, цисгендерных женщин, трансгендерных и цисгендерных мужчин, а также любых других личностей, сочувствующих потребностям трансгендерных женщин и считающих свой союз с ними важным для собственного равноправия. Британско-австралийская учёная и феминистка Сара Ахмед в работе «Жить феминистской жизнью» (2017) указывала о крайней важности и необходимости союза лесбийского феминизма и трансфеминизма. В то время как трансфеминизм имеет непосредственное отношение к трансгендерным людям, его идеи могут использоваться для переосмысления феминизма в целом.
Трансфеминизм исторически возник во время третьей волны феминизма. Он утверждает разнообразие женщин и женского опыта.

## Основные положения
С точки зрения трансфеминизма, трансженщины подвержены пересекающимся видам дискриминации: мизогинии и трансфобии, их сочетание Джулия Серано называет трансмизогинией. При этом сама трансфобия является непосредственным следствием так называемого оппозиционного сексизма, или сексизма противоположностей (англ. oppositional sexism) — то есть «убеждения, что женщины и мужчины являются жёсткими, взаимоисключающими категориями, каждая со своим уникальным и неперекрывающимся с другой набором свойств, склонностей, способностей и желаний». Таким образом, любое движение за права трансгендерных людей должно быть по сути феминистским и выступать против патриархата.
Двумя важнейшими принципами трансфеминизма являются право на идентичность и право на изменение тела:
- Право на идентичность: по мнению трансфеминисток, принадлежность человека к женщинам, мужчинам и другим определяется исключительно самоидентификацией человека в качестве женщины, мужчины или кого-то другого. Никакие биологические (хромосомы, гениталии) или социальные (гендерная социализация, опыт, внешний вид) признаки не могут являться основанием для приписывания человеку пола.
- Право на изменение тела: трансфеминизм выступает за морфологическую свободу, право свободно изменять своё тело без необходимости получения диагноза «транссексуализм» и иных требований. Не менее важным является право не подвергаться принудительной стерилизации при смене паспортного пола и насильственным операциям в случае интерсекс-людей.

Основные идеи движения, согласно «Манифесту трансфеминизма» Э. Коямы:

«Во-первых, мы убеждены, что каждый человек имеет право обозначать свою собственную идентичность и ожидать от общества уважения к своему выбору. Это также включает право выражать наш гендер без страха дискриминации или насилия. Во-вторых, мы утверждаем своё полное право принимать решения относительно собственного тела, и никакие политические, медицинские или религиозные авторитеты не имеют права нарушать целостность наших тел против нашей воли или препятствовать нашему решению о том, что делать с ними.»
Оригинальный текст (англ.)“First, it is our belief that each individual has the right to define her or his own identities and to expect society to respect them. This also includes the right to express our gender without fear of discrimination or violence. Second, we hold that we have the sole right to make decisions regarding our own bodies, and that no political, medical or religious authority shall violate the integrity of our bodies against our will or impede our decisions regarding what we do with them.”

## История возникновения
Трансфеминизм возник как ответ на трансфобные взгляды радикальных феминисток, распространившиеся с конца 1970-х годов в США. Для них трансгендерные женщины были не женщинами, а мужчинами, вторгающимися в женские пространства.
Одним из первых примеров негативного отношения феминисток к трансженщинам можно считать изгнание трансженщины Бэт Эллиот с Конференции лесбиянок в Лос-Анджелесе в 1973 году. Радикальная феминистка Робин Морган обвинила Эллиот в том, что она является «оппортунистом, нарушителем границ и разрушителем — с ментальностью насильника». Трансфобные взгляды получили распространение в феминистской среде благодаря книге Мари Дали «Gyn/Ecology»: «Транссексуализм является примером хирургической технологии, созданной мужчинами, которая наводняет мир женщин подделками». Особенную известность получила «Транссексуальная империя» радикальной феминистки Дженис Реймонд, в которой она приравняла коррекцию пола к изнасилованию женщин: «Все транссексуалы насилуют женские тела, сводя реальных женщин до артефакта и присваивая их тела себе». Впоследствии она признала, что «насилие» было некорректной метафорой. Работа Реймонд широко критиковалась многими феминистками и представителями ЛГБТ-движения как крайне трансфобная, содержащая риторику ненависти и личные нападки на трансгендерных людей.
Работой, положившей начало трансфеминизму, считается эссе «Империя наносит ответный удар: посттранссексуальный манифест» трансженщины Сэнди Стоун, представляющая собой прямой ответ на обвинения Дж. Реймонд. В ней она критикует трансфобию эссенциалистски мыслящих радикальных феминисток, а также самих трансженщин, которые стараются подстроиться под нормы выбранного гендера и стирают свою идентичность как трансгендерных людей.

## Противоречия с феминизмом второй волны
Трансженщины подверглись резкой критике и непринятию со стороны многих феминисток второй волны на основании того, что, по мнению этих феминисток, трансженщины на самом деле являются мужчинами. Для доказательства они использовали как биологические, так и социально-конструктивистские аргументы, все они последовательно отвергаются трансфеминизмом.

### Биологические аргументы
По мнению Дж. Реймонд, принадлежность к женщинам определяется XX-хромосомами и последующим воспитанием в женской гендерной роли. Другим биологическим аргументом является наличие у многих трансженщин пениса — это определение женскости часто используется для исключения трансженщин, не прошедших операцию по коррекции пола (пре-оп и нон-оп), из пространств «только для женщин».
Трансфеминистки критикуют упрощённое понимание пола, основанное на разнице хромосомного набора или в строении половых органов. Утверждение о том, что человек и её/его судьба определяется биологией, является не только трансфобным, но и антифеминистским. «По своей сути, феминизм базируется на убеждении, что женщины — это гораздо больше, чем пол тела, в котором мы рождаемся, и наши идентичности и способности могут превосходить ограниченную гендерную социализацию, которую мы получаем в детстве».

#### Социальная сконструированность пола
Выделяются следующие компоненты пола:
- Хромосомный уровень. «Половыми» у человека называют хромосомы 23-й группы, они бывают двух видов: X и Y. В циснормативной терминологии хромосомные наборы XX и XY считаются, соответственно, «женскими» и «мужскими». Однако существует множество вариантов с сочетанием трёх, четырёх и более хромосом (полиплоидия) в одном наборе. Не будучи в состоянии приписать эти случаи к бинарной модели женского/мужского, их именуют синдромами и патологиями (например, Клайнфельтера).
- Генетический уровень. Присутствие гена SRY регулирует выделение фактора TDF (testis-determining factor), определяющего развитие организма по «мужскому» гонадному, гормональному и морфологическому типу, отсутствие — по «женскому». В большинстве случаев, ген SRY находится на Y-хромосоме, но иногда и на X-хромосоме. Существуют люди, организмы которых общество определяет как «мужские», но при этом у них есть XX-хромосомы, и люди с «женскими» организмами и XY-хромосомами. В циснормативной терминологии эти состояния также именуются синдромами: в первом случае — де ля Шапеля, во втором — Свайера.
- Гонадный уровень. Гонады — это железы, вырабатывающие «половые» гормоны, — яичники и семенники. При внутриутробном развитии они формируются из «бесполых» прогонад, которые под действием фактора TDF превращаются в семенники, а при его отсутствии — в яичники. На этом уровне также есть различные варианты, в том числе наличие гонад разных типов — либо отдельных, либо объединённых в одну железу.
- Гормональный уровень. После формирования гонад они начинают вырабатывать гормоны, которые в циснормативной терминологии называют «женскими» или «мужскими». Здесь ещё меньше, чем на предыдущих уровнях, возможности провести какую-то чёткую границу, потому что количество вырабатываемых гормонов отличается плавно в широких пределах, в том числе в одном организме в различные периоды жизни.
- Морфологический уровень. Самые разнообразные внешние признаки тела называются «половыми». Это строение гениталий, развитость молочных желёз, рост волос и так далее. Каждый из этих признаков может быть выделен в отдельную компоненту «пола». Не всегда определённый гормональный уровень приводит к той же конфигурации признаков на морфологическом уровне, например нечувствительность к андрогенам может приводить к «женской» внешности у людей даже с высоким уровнем андрогенов.

На каждом из этих уровней есть более двух вариантов, что подрывает представления о бинарности и наличии чёткого разделения на «женщин» и «мужчин» не только на уровне гендера, но даже на уровне биологии. Вариации, выходящие за пределы этих двух искусственно сконструированных понятий, объединяются зонтичным термином «интерсексность».
Трансфеминизм учит, что нет единого стандарта, какой должна быть женщина, чтобы называться женщиной, и нет универсального женского опыта; что все женщины разные и каждая имеет свой уникальный опыт. Существуют женщины, у которых нет щетины, но у некоторых женщин она есть. Существуют женщины, внешность которых настолько маскулинна, что их путают с мужчинами, если даже они цисгендерные. Существуют женщины, у которых небольшая грудь. И наконец, существуют женщины, у которых есть пенис, но нет вагины; но не все, кто имеет вагину, женщины. С трансфеминистской точки зрения, женщины с пенисом не являются менее настоящими, чем женщины с вагиной, только потому, что их меньше. Единственное условие для того, чтобы быть женщиной, — идентифицировать себя как женщина.

### Универсальный женский опыт
Часто встречающимся аргументом противниц признания транссексуалок женщинами является отсутствие у них истории угнетения как женщин. Для феминизма второй волны характерна идея о существовании универсального женского опыта угнетения, объединяющего всех женщин в мировое сестринство. Отсутствие у трансженщин данного опыта являлось основанием для непризнания их женщинами.
Идея мирового сестринства, основанная на общем опыте угнетения, критикуется феминистками третьей волны, так как скрывает различия между женщинами и женским опытом, включая классовые, расовые и иные различия. Трансфеминизм как одно из направлений феминизма третьей волны призывает с уважением относиться к уникальному опыту каждой женщины.

### Мужские привилегии
Феминистки второй волны критикуют трансженщин за наличие у них мужских привилегий. Трансфеминистка Эми Кояма не отрицает наличия у многих трансженщин мужских привилегий, однако обращают внимание на то, что, в отличие от цисгендерных женщин, у них отсутствуют другие привилегии — цисгендерные. Таким образом, указывает она, «наш (трансженщин) опыт представляет собой динамическое взаимодействие между мужскими привилегиями и ущербом от того, что мы являемся трансгендерами». Джулия Серано, однако, отрицательно относится к концепции «мужских привилегий», считая её игнорирующий оппозиционный сексизм, ставящий в неблагоприятное положение гендерно-неконформных людей.

## Интеграция трансфеминизма и мейнстримного феминизма
Хотя изначально трансфеминизм стоял в оппозиции к феминизму других направлений и был направлен исключительно на трансженщин, его принципы и задачи совпадают с таковыми для феминизма в целом, а использование трансгендерного дискурса позволяет по-новому взглянуть на проблемы, с которыми сталкиваются женщины в целом.
Идея о том, что «женщиной не рождаются — женщиной становятся», высказанная Симоной де Бовуар и ставшая общей для многих направлений феминизма, приобретает дополнительный смысл в трансфеминизме, который утверждает, что любой человек вне зависимости от биологии может стать женщиной.
Двумя основными направлениями для сотрудничества между трансфеминистками и феминистками других направлений являются соматические права, то есть права человека самостоятельно распоряжаться своим телом, связывающие право на коррекцию пола и право на аборт, и борьба с насилием.